# NGC 1903
NGC 1903 (другое обозначение — ESO 56-SC93) — рассеянное скопление в созвездии Золотой Рыбы, расположенное в Большом Магеллановом Облаке. Открыто Джеймсом Данлопом в 1826 году. Возраст скопления составляет около 100 миллионов лет, металличность — 40% от солнечной, величина межзвёздного покраснения в цветах B−V составляет 0,16m. Масса скопления составляет несколько тысяч масс Солнца.
Этот объект входит в число перечисленных в оригинальной редакции «Нового общего каталога».